# Sudan
Sudan (arabisk: السودان, tr. as-Sūdān), officielt Republikken Sudan (arabisk: جمهورية السودان, tr. Jumhūriyyat as-Sūdān), er et land i Nordøstafrika. Det grænser op til Egypten i nord, Rødehavet i nordøst, Libyen i nordvest, Tchad i vest, Etiopien i sydøst, Eritrea i øst, Sydsudan i syd og Den Centralafrikanske Republik. Landet har et indbyggertal på ca. 41,5 millioner (2019). Sudan er med sine 1.886.068 km2 Afrikas og den arabiske verdens tredje største land. Før Sydsudans løsrivelse fra Sudan 9. juli 2011, var det forenede Sudan det største land i Afrika og den arabiske verden. Landets største religion er islam, og dets officielle sprog er arabisk og engelsk. Hovedstaden Khartoum ligger ved Blå og Hvide Nils sammenløb. Siden 2011 har Sudan været præget af en voldelig militærkonflikt i delstaterne Sydkordofan og Blå Nil.
Sudans historie strækker sig tilbage til den faraoniske oldtid. Det udgjorde oprindeligt Kongeriget Kerma (ca. 2500-1500 f.Kr.), der blev indlemmet i Egyptens Nye Rige (ca. 1500-1070 f.Kr.). Det sudanske kongerige Kush (ca. 785 f.Kr.-350 e.Kr) undertvang senere selv Egypten. Efter Kushs sammenbrud, grundlagde nubierne de tre kristne kongedømmer Nobatia, Makuria og Alodia. De to sidstnævnte ophørte først med at eksistere omkring 1500. Størstedelen af Sudan blev i 1300- og 1400-tallet befolket af arabiske nomader. Fra 1500- til 1800-tallet var det centrale og østlige Sudan underlagt sultanatet Funj, mens Darfur-sultanerne herskede i vest og osmannerne i nord. Denne periode var præget af voldsom islamisering og arabisering.
Sudan blev 1820-1874 erobret af Egypten. Det strenge egyptiske styre blev 1881-1885 mødt af modstand fra den selverklærede mahdi Muhammad Ahmad, hvilket førte til grundlæggelsen af en kortvarig islamisk stat. Briterne styrtede denne stat i 1898, og Sudan blev i årtierne herefter underlagt britisk og egyptisk kontrol.
1900-tallet var ligesom i resten af de europæiske kolonier præget af en voksende selvfølelse, og i 1953 gav briterne Sudan selvstyre og efterfølgende opnåede uafhængighed i 1956. Siden uafhængigheden har Sudan været præget af en lang række ustabile regeringer, militærstyrer og uafhængighedsbevægelser. I 1983 indførte militærlederen Gaafar Nimeiry sharia, hvilket forværrede kløften mellem det muslimske nord og animistisk-kristne syd. De sproglige, religiøse og politiske forskelle kulminerede i en langvarig borgerkrig mellem nordlige regeringsstyrker og sydlige oprørsgrupper, hvis vigtigste fraktion var Det Sudanske Folks Befrielseshær. Den næsten 30 år lange borgerkrig førte i 2011 til dannelsen af et uafhængigt Sydsudan. Sudan var fra 1998 til 2019 underlagt Omar al-Bashirs militærdiktatur. Hans hårdhændede styre førte i 2003 til krigen i Darfurs udbrud, hvor Bashir blev anklaget for etnisk udrensning. Efter langvarige protester mod Bashirs styre, der brød ud i slutningen af 2018, blev Bashir afsat ved et kup i 2019. Sudan styres af et Suverænitetsråd (Sovereignity Council of Sudan) siden 20. august 2019, og det forventes at sidde til november 2022.

## Geografi
Sudan ligger i Østafrika.
Sudan er Afrikas tredjestørste land efter Algeriet og Demokratiske Republik Congo, og har et areal, der er ca. 45 gange så stort som Danmark. Det udgør en stor del af det nordøstlige Afrika. Sudan grænser op til Egypten, Libyen, Chad, Etiopien, Sydsudan, Eritrea og Den Centralafrikanske Republik.
Landskabet præges af Nilen, som flyder i flere grene fra syd mod nord, den Hvide Nil fra Ugandas højlande og den Blå Nil fra Etiopiens bjergområder. Store dele af landet udgøres af et par hundrede meter højt bækkenområde dækket af sand- og klippeørkener. Højlandsområderne ligger hovedsagelig nær landets grænser. Det højeste bjerg er Jebel Marra, 3.042 meter over havet, som ligger i Darfur i den vestlige del af landet.

### Naturressourcer
I Sudan har man olie, både i det sydlige Sudan og i Darfur. Dette er en af anledningerne til Darfur-konflikten og konflikterne mellem det Sudan og Sydsudan. En af de virksomheder, som har haft olierettigheder, er det svenske Lundin Oil.
Landets råstoffer er kobber, krom, zink, wolfram, sølv, guld, vandkraft og råolie.

### Klima
Klimaet veksler fra tropisk i syd til tør ørken i nord. Regntiden falder fra april til november, men varierer beroende på område. Undertiden indtræffer længere tørkeperioder.
Klimaet er hedt, og den årlige nedbør varierer fra 1.500 mm i syd til under 10 mm i nord.

### Plantevækst
Landets nordlige dele præges af ørken- og steppeområder med sparsom vegetation i form af tørketålende græsser og buske. I de fugtigere savanne- og højlandsområder i syd findes tropisk skov. I Den Hvide Nils vådområder, Sudd, vokser papyrus.

### Dyreliv
Dyrelivet er tilpasset til de forskellige klimazoner, og antallet af arter er relativt stort. Her findes blandt andet flere arter af hovdyr, aber og krokodiller. Sudan har flere store nationalparker for at beskytte plantevæksten og dyrelivet.

### Miljø
Nogle af Sudans miljøproblemer er utilstrækkelig tilgang til ferskvand, jorderosion og at vilde dyr trues af alt for stor jagt. Halvdelen af landets elektricitet produceres af fossilt brændsel og halvdelen af vandkraft.

## Demografi
Sudan er ikke og har aldrig været en nationalstat. Inden for Sudans officielle grænser lever folk af forskellig etnisk baggrund og med forskellige sprog; i alt tales henved 110 forskellige sprog. Befolkningen er delt i tre hovedgrupper: mod nord og omkring Nildalen bor arabere og nubier og mod syd forskellige, fortrinsvis i det 20 århundrede indvandrede muslimer. På Darfur-plateauet bor furier, på Kordofan-plateauet folk med kordofan-sprog (koaliber, tumtumer, tegaler m.fl.). I den nubiske ørken og ved det røde hav bor besjaer. Over halvdelen af befolkningen taler arabisk. Flertallet af byboer findes i de centrale og nordlige egne og er muslimer.
- Befolkningens gennemsnitsalder: 17,7 år (2002)
- Spædbørnsdødelighed: 6,5 % (2003)
- Befolkningens gennemsnitslevetid: 57,7 år (2003)
- Analfabetisme: 2003 var næsten 40 % af hele den voksne befolkning analfabeter.

Befolkningstætheden i Sudan er som helhed lav, men befolkningen er fortrinsvis koncentreret til Nildalen. Den naturliga årlige befolkningsvækst er 2,8 %, og 45 % af befolkningen er etnisk uens: i landets nordlige del bor overvejende arabere, men også nubier. I syd lever flere nilotiske folk.

### Religion
Religiøse tilhørsforhold: sunni-muslimer (fortrinsvis i nord) 70 %, indenlandske religioner 25 %, kristne (fortrinsvis i syd og i Khartoum) 5 %. Der findes blandt andet en lille koloni af armeniere i Khartoum, hvor der findes en armensk kirke.

### Sprog
Sprog: arabisk, nubisk, ta bedawie, forskellige dialekter af nilotisk, nilo-hamitisk, sudanesiske sprog, engelsk. Der pågår et projekt for at fremme kundskaben i det officielle sprog arabisk.

## Historie
I 11-15 århundrede dannedes under islamisk indflydelse i et bælte tværs over Afrika langs Saharas sydgrænse et antal stammestater, deriblandt Darfur, Kordofan, Silluk og Fung. Disse stammestaters udvikling er næsten ukendt, men de er blandt andet omtalt i rejsebeskrivelser af Ibn Khaldun (1332-1406). I samme periode skete en stor indvandring af arabere, som blev delvist opblandede med den stedlige befolkning. Omkring 1500 e.Kr. dannedes to islamiske sultanater: Darfur i vest og Sannar i området mellem den Hvide og den Blå Nil.

### Kolonitiden
1820-22 blev det sudanesiske område besat af Egypten, og byen Khartoum blev grundlagt i 1823. I 1881 dannedes mahdibevægelsen, der var vendt imod det britisk-egyptiske kolonivælde. 1885 grundlagde oprørsbevægelsen sin egen stat med Omdurman som hovedstad. Denne stat bestod indtil 1898, da det lykkedes englænderne at bekæmpe den i krigen 1896-98. 1899 skabtes et britisk-egyptisk fællesherredømme: Engelsk-Egyptisk Sudan.
1924-36 var Sudan under engelsk kolonivælde og fra 1936 atter under britisk-egyptisk fællesherredømme.
I aftalen af 1953 erkendte såvel Storbritannien som Egypten Sudans eget herredømme, og i 1954 dannedes et parlament og et hjemmestyre (statsminister Ismail al-Azhari). I 1956 erklærede Sudan sig selvstændigt.

### Efter selvstændighedserklæringen
1958-64 var det sudanesiske område en diktaturstat under ledelse af general Ibrāhīm Abbud. Efter dettes omstyrtelse i 1964 dannedes flere højreorienterede koalitionsstyrer (statsministre Muhammad Ahmad Mahgoub og Ismāīl el-Azhari), dog uden at det lykkedes at undertvinge de sydlige områder. Ved et statskup den 25. maj 1969 kom Jaafar Muhammad al-Numayrī (fra 1971 med titel som præsident) til magten som leder af en "Folkelig Revolutionskomite". Politiske partier blev forbudt, Sudan blev udråbt som "demokratisk republik", og der blev gennemført omfattende nationaliseringer. Efter et forsøg på at lave et kommunistisk statskup i juli 1971 begyndte al-Numayrīs repressioner mod Sudans kommunistiske parti. Blandt andet blev partiets generalsekretær Mahgoub henrettet. Samme år blev "Sudans Socialistiske Union" (Sudan Socialist Union) erklæret som eneste lovlige parti.
I 1971 lykkedes det den tidligere hærofficer, Joseph Lagu, at forene selvstændighedesbevægelserne i det sydlige sudanske område i den "Syd-sudanesiske Befrielsesbevægelse" (Southern Sudan Liberation Movement). Som følge heraf indgik diktaturet i 1972 i Addis Abeba en aftale om selvstyre for tre sydlige provinser ved den etiopiske kejser, Haile Selassies, mellemkomst.
I 1980'erne begyndte de islamske kræfter at øge deres kontrol med området: 1983 blev sharia loven indført over hele Sudan, og der blev vedtaget en forfatning med det erklærede formål at omdanne Sudan til et muslimsk diktatur. Dette bidrog til de kristnes bestræbelser på at frigøre sig fra undertrykkelse i de sydlige områder. Disse grupper samlede sig i den Sudanesiske Folkebefrielsesfront (Sudan Peoples Liberation Army). Under den borgerkrig, der fulgte, gennemførte general Abdel Rahmān Swar al-Dahab i 1985 et nyt militært statskup. Forfatningen af 1983 blev sat ud af kraft, dog forblev lovgivningen om tvungen brug af shariaen i kraft. Det følgende år overdrog det såkaldte Midlertidige Krigsråd styret til en civilforvaltning, hvis leder Sādiq al-Mahdī påbegyndte forhandlinger med Folkebefrielsesfrontens ledere om afslutning af borgerkrigen (reelt løsrivelsesbestræbelserne). I 1989 blev endnu et militært statskup gennemført, og atter kom islamisksindede til magten, hvorefter alene Den Folkelige Islamiske Front (fra 1996 Folkekongres) blev tilladt. Styret blev overtaget af den Folkelige Rednings Revolutionære Militærledelses Råd (ledet af general Umar Hasan Ahmad al-Bashīr). I 1992 blev et såkaldt overgangs-folkeråd dannet, og i 1998 blev politiske partier atter tilladt, men der har ikke været parlamentsvalg siden år 2000. I 2005 indgik de stridende parter en våbenhvile i det sydlige sudanesiske område, der på daværende tidspunkt havde haft hen ved 2 millioner ofre, og Sudans sydlige dele fik lovning på en 6-årig periode med selvstyre og derefter ret til at gennemføre en afstemning om uafhængighed. Dette skete 9. januar 2011 med stort flertal for uafhængighed, hvorefter Sydsudan blev en selvstændig stat 9. juli samme år. Til trods for de forskellige aftaler er krigene i resten af Sudan dog ikke stoppet. Fra juli 2003 er der nye konflikter, nu også om Darfurs fremtid (se "Konflikten i Darfur" nedenfor).
Den tidligere koloni Sudans historie efter "selvstændigheden" afspejler med tydelighed de uløste problemer og de kampe mellem forskellige grupper, dels folkelige selvstændighedsbevægelse, dels yderligtgående – ofte militære, ultraracistiske og religiøse – magtsyge, hvis voldshandlinger og hensynsløse undertrykkelsesvirksomhed kolonivældernes hastige afvikling skabte frit afløb for.

### Sydsudan bliver selvstændigt
Ved en folkeafstemning i Sydsudan i januar 2011 blev det afgjort, at Sydsudan skulle blive en selvstændig nation. Efter at man havde optalt stemmerne fra både det nordlige og det sydlige Sudan, viste det sig i slutningen af januar 2011, at 98,83 % af de deltagende havde stemt for en deling. Den 7. februar tilkendegav Sudans Præsident Omar Hasan Ahmad al-Bashir, at han ville anerkende det selvstændige Sydsudan, hvilket skete i forbindelse med uafhængighedserklæringen den 9. juli 2011. Sydsudans hovedstad er herefter Juba.

I forlængelse af Sydsudans selvstændighed udbrød der uroligheder i delstaten Den Blå Nil. Store befolkningsgrupper i både Den Blå Nil og i en anden sudansk delstat greb til våben for at blive optaget som en del af den nye stat og dermed fri af regimet i Khartoum, der til gengæld slog hårdt ned på oprørerne. Særligt stærke spændinger mellem Sudan og Sydsudan indtraf i den omstridte Abyei region, som styrker fra Khartoum overtog kontrollen med i maj og efterfølgende tvang omkring 110.000 til at flygte fra. I efteråret 2011 flygtede yderligere over 27.500 indbyggere over grænserne til Etiopien og Sydsudan. Begivenhederne faldt sammen med, at Sudans økonomi kom i dyb krise med voldsom inflation på fødevarepriser, tabte olieindtægter og store udgifter til en valgkampagne for diktatoren Omar Hassan al-Bashir, der udelukkede enhver form for forhandling med oprørerne. Begivenhederne afspejlede det forhold, at selv efter Sydsudans selvstændighed er Restsudan på ingen måde nogen etnisk eller politisk enhed.

## Politik

### Konflikten i Darfur
På trods af aftalen, fortsætter den nok største humanitære katastrofe i verden for øjeblikket i Darfur-regionen i Sudan, hvor Sudans regering er blevet anklaget for at have givet Janjaweed-militsen frie hænder til at fordrive medlemmer af områdets ikke-arabiske befolkningsgrupper. Trods flere forsøg fra bl.a. FN's og Afrikanske Unions side på at skabe fred i området, er krigen endnu ikke afsluttet. Det anslås, at mere end 250.000 har mistet livet i området i de sidste halvandet år (17. dec. 2007) — det er mere end 2½ gang det tidligere anslåede.

## Administrativ inddeling
Sudan inddeles i 15 delstater (wilayat, ental: wilayah), der atter inddeles i distrikter.
- Al Jazirah
- Al Qadarif
- Blå Nil
- Kassala
- Khartoum
- Norddarfur
- Nordkordofan
- Nordlige Sudan
- Røde Hav
- Nilen
- Sennar
- Syddarfur
- Sydkordofan
- Vestdarfur
- Hvide Nil

### Semi-autonome regionale enheder og omstridte områder
Ved siden af delstaterne findes en inddeling i regionale administrative enheder dannet i forbindelse med fredsaftaler mellem den centrale regering og oprørsgrupper. Derudover findes omstridte områder i grænseområderne.

#### Semi-autonome regionale administrative distrikter
- Darfur Regionale Overgangsstyre blev oprettet ved Darfur Fredsaftalen som koordinator for de tre stater, der tilsammen udgør regionen Darfur.
- De Østsudanske Staters koordinationsråd blev oprettet ved Østsudans Fredsaftale mellem det sudanske centralstyre og den oprørske Øst Front efter Konflikten i Østsudan som koordinator mellem de tre østlige stater.
- Abyei beliggende på grænsen mellem Syd-Sudan og Sudan har for tiden en særlig administrativ status og ledes af Abyei områdes Administration. Der skulle afholdes en folkeafstemning i 2011 om hvorvidt området skulle tilslutte sig Sydsudan eller forblive en del af Sudan.

#### Omstridte områder
Mod nord
- Hala'ib-trekanten er et omstridt område mellem Sudan og Egypten. Det holdes for tiden under egyptisk administration.
- Bir Tawil er et terra nullius (ingenmandsland) på grænsen mellem Egypten og Sudan, som ingen af dem gør krav på.

Mod syd:
- Staterne Sydkordofan og Blå Nil skal afholde "folkelige konsultationer" for at fastslå deres retslige stilling inden for rammerne af den sudanske republik.
- Abyei er et omstridt område mellem Sudan og Sydsudan. Det holdes for tiden under Sudans administration, men skal overdrages til FNs administration.
- Kafia Kingi og Radom National Park[11] Sudan har anerkendt Sydsudans uafhængighed iflg grænserne fra 1956, hvor dette område er i Sydsudan.[12]

## Økonomi
Sudan har store økonomiske problemer med dårligt udviklet næringsliv, især beroende på borgerkrig, tørke, oversvømmelser og dårligt udbygget infrastruktur, selv om man forsøger at føre en sund økonomisk politik og har gjort investeringer i sin infrastruktur. Siden 1997 gennemfører Sudan makroøkonomiske reformer efter anvisninger fra IMF. I 1999 begyndte landet at eksportere råolie, og i sidste kvartal samme år havde man sit første handelsoverskud nogensinde. Fortsat er imidlertid jordbruget Sudans vigtigste næringsgren og står for 43 % af BNP. 80 % af arbejdskraften er sysselsat i jordbruget, som producerer blandt andet durra og hirse til eget forbrug samt bomuld, jordnødder, sesamfrø og sukkerrør til eksport. Desuden drives husdyrhold både til eget forbrug og til eksport. Kunstvanding savnes næsten helt, hvorfor man er meget følsom over for perioder uden regn.
Landet har store naturressourcer, og udvinding af visse mineraler er igangsat. Blandt forekomsterne må især nævnes olie, guld og krom. Industrien er svagt udviklet; de vigtigste grene er tekstilindustri og forædling af jordbrugsprodukter. Nu udgør olie 75 % af den samlede eksportværdi. Andre vigtige eksportvarer er gummi arabicum og guld.
Synkende oliepriser har tidligere truet landets økonomi. Dette efter som regeringen har gjort sig beroende af olieindkomsterne, som er gået til militæret. Ifølge kritikere har olien holdt regeringen ved magten. Det er tillige vanskeligt for landet at låne penge fra IMF eller verdensbanken, efter som man tidligere har udvist ligegyldighed med hensyn til at betale sin gæld.
Efter, at Sydsudan den 11. juli 2011 besluttede at opgive den sudanske valuta, meddelte Sudan den 16. juli 2011 sin vilje til en ny valuta inden for en måned.
Den sudanesiske territoriums vigtigste samhandelspartner i 2005 var med hensyn til udførsel Folkerepublikken Kina (70%), Japan (12%) og Saudi Arabien (2,8%), og med hensyn til indførsel Folkerepublikken Kina (20,7%), Saudi Arabien (9,4%), Arabiske Emirater (5,9%), Egypten (5,5%) og Japan (5,1%). Olien, der udvindes i de sydlige, frihedstrængende dele af området, udgør sammen med landbrugsvarer og metaller (guld, krom) vigtige handelsvarer. Omkring halvdelen af statsbudgettet bruges på militæret.

## Menneskerettigheder
Sudans befolkning lider under svage menneskerettigheder, især hvad angår etnisk udrensning og slaveri, hvilke har fortsat til moderne tid. Årene 1983 til 2001 havde en kombination af borgerkrig og sult taget livet af næsten 2 millioner mennesker i Sudan. Det beregnes, at 200.000 personer blev taget som slaver under anden sudanesiske borgerkrig, som fandt sted 1983 til 2005. Darfurkonflikten betegnes som et folkemord, som har pågået siden 2003 og taget livet af omkring 300.000 personer (frem til 2010).
Muslimer, som konverterer til kristendommen, kan rammes af religionsforfølgelse og dømmes til døden for overtrædelse af landets Sharia-love. Blandt andet blev fældet en dødsdom i 2014 mod Mariam Yahia Ibrahim Ishag, som anklagedes for at have skiftet religion men selv angav at være opvokset som ortodoks kristen.
Sudan rangerer på en 172. plads blandt 180 lande med hensyn til pressefriheden ifølge Reportere uden grænser, og flere tiltag er planlagte mod friheden at rapportere om statslig korruption.